# اليرموك (الحسكة)
اليرموك (جزعة) بلدة سورية تتبع منطقة القامشلي محافظة الحسكة شمال شرق سورية، وتعتبر المركز الإداري لناحية اليرموك، التي أحدثت عام 2008م.

## الجغرافيا والموقع
تقع البلدة على بعد نحو 57 كلم جنوب شرق مدينة القامشلي، وتبعد حوالي 13 كلم عن الحدود السورية العراقية. يمر بها وادي عويريض، وهو أحد فروع وادي الرد، ويُعد من الروافد المغذية لنهر جغجغ، الذي يصب لاحقًا في نهر الخابور.

## الاقتصاد
اليرموك بلدة زراعية صغيرة، يعتمد سكانها على زراعة الشعير بشكل رئيسي، إلى جانب تربية الأغنام والخيول العربية الأصيلة، حيث تشتهر البلدة بوجود مربط عبيان العفاري.